# Associazione Calcio Cesena 1998-1999
Questa voce raccoglie le informazioni riguardanti ll'Associazione Calcio Cesena nelle competizioni ufficiali della stagione 1998-1999.

## Stagione
Nella stagione 1998-1999 il Cesena neopromosso disputa il campionato di Serie B, raccoglie 45 punti con il tredicesimo posto di classifica. La stagione dei bianconeri inizia con l'allenatore Corrado Benedetti, ma la partenza del campionato non è delle più felici. Dopo dieci giornate è solo soletto all'ultimo posto della classifica, con soli 4 punti, l'impatto con la cadetteria traumatico. Si corre ai ripari, viene chiamato a Cesena il tecnico Alberto Cavasin che imposta la sua cura, anche con lui ripartenza lenta, ma ben presto iniziano segnali di ripresa, si chiude il girone di andata al penultimo posto con 13 punti, ma ormai inseriti nel gruppone che si gioca la salvezza. Nel girone di ritorno il Cesena diventa la mina vagante del torneo, raccoglie 32 punti, senza la falsa partenza sarebbe in lotta per la promozione. Si chiude il campionato in una solida posizione di classifica. Gradita sorpresa della stagione cesenate, il gioiello del vivaio bianconero Gianni Comandini al suo secondo anno da titolare realizza 14 reti, il doppio di quelle segnate nella scorsa stagione in serie C. In Coppa Italia il Cesena supera il primo turno eliminando dal torneo il Pescara, mentre nei sedicesimi viene estromesso dall'Inter.

## Rosa

Alessandro Romano, di ritorno a Cesena dopo un triennio.

| N. |                   | Ruolo | Calciatore            |
| -- | ----------------- | ----- | --------------------- |
| 1  | Italia (bandiera) | P     | Cristiano Scalabrelli |
| 2  | Italia (bandiera) | D     | Alberto Mantelli      |
| 3  | Italia (bandiera) | D     | Mario Manzo           |
| 4  | Italia (bandiera) | D     | Gianfranco Parlato    |
| 5  | Italia (bandiera) | D     | Claudio Rivalta       |
| 6  | Italia (bandiera) | C     | Matteo Superbi        |
| 7  | Italia (bandiera) | C     | Massimiliano Longhi   |
| 7  | Italia (bandiera) | C     | Carlo Ricchetti       |
| 8  | Italia (bandiera) | C     | Massimo Gadda         |
| 8  | Italia (bandiera) | C     | Mirko Lucchi          |
| 9  | Italia (bandiera) | A     | Massimo Agostini      |
| 9  | Italia (bandiera) | D     | Giuseppe Baronchelli  |
| 10 | Italia (bandiera) | C     | Emiliano Salvetti     |
| 11 | Italia (bandiera) | C     | Alessandro Serra      |
| 12 | Italia (bandiera) | P     | Andrea Armellini      |
| 13 | Italia (bandiera) | D     | Nicola Antonellini    |
| 14 | Italia (bandiera) | C     | Gianluca Gaudenzi     |
| 15 | Italia (bandiera) | D     | Samuele Olivi         |

| N. |                   | Ruolo | Calciatore             |
| -- | ----------------- | ----- | ---------------------- |
| 16 | Italia (bandiera) | A     | Fabio Alteri           |
| 16 | Italia (bandiera) | C     | Alessandro Romano      |
| 17 | Italia (bandiera) | A     | Umberto Gragnaniello   |
| 18 | Italia (bandiera) | A     | Cristiano Masitto      |
| 18 | Italia (bandiera) | C     | Paolo Agostini         |
| 19 | Italia (bandiera) | D     | Carlo Teodorani        |
| 20 | Italia (bandiera) | A     | Gianni Comandini       |
| 21 | Italia (bandiera) | D     | Paolo Martelli         |
| 22 | Italia (bandiera) | P     | Nicola Santoni         |
| 23 | Italia (bandiera) | A     | Alessandro Bianchi     |
| 24 | Italia (bandiera) | A     | Mattia Graffiedi       |
| 25 | Italia (bandiera) | A     | Matteo Bombardini      |
| 25 | Italia (bandiera) | C     | Alessandro Monticciolo |
| 26 | Italia (bandiera) | C     | Omar Melizza           |
| 26 | Italia (bandiera) | A     | Emiliano Bonazzoli     |
| 27 | Italia (bandiera) | D     | Juri Tamburini         |
| 28 | Italia (bandiera) | P     | Stefano Braga          |

## Risultati

### Campionato

#### Girone di andata
| Arbitro: | Branzoni (Pavia) |

|                                       |           |  |
| Hubner 52’, 92’ G. Parlato 90’ (aut.) | Marcatori |  |

| Arbitro: | Paparesta (Bari) |

|                                   |           |                                             |
| Agostini 52’ (rig.) Comandini 62’ | Marcatori | 14’ (rig.), 38’ (rig.) De Poli 68’ M. Rossi |

| Arbitro: | Preschern (Mestre) |

|                                     |           |             |
| Dell'Anno 30’ (rig.) Bertarelli 94’ | Marcatori | 4’ Salvetti |

| Arbitro: | Branzoni (Pavia) |

|  |           |             |
|  | Marcatori | 72’ Crovari |

| Lucca 4 ottobre 1998 5ª giornata | Lucchese                    | 0 – 0 | Cesena | Stadio Porta Elisa\| Arbitro: \| Serena (Bassano del Grappa) \| |
| Arbitro:                         | Serena (Bassano del Grappa) |       |        |                                                                 |

| Cesena 11 ottobre 1998 6ª giornata | Cesena              | 0 – 0 | Napoli | Stadio Dino Manuzzi\| Arbitro: \| Castellani (Verona) \| |
| Arbitro:                           | Castellani (Verona) |       |        |                                                          |

| Bergamo 18 ottobre 1998 7ª giornata | Atalanta          | 0 – 0 | Cesena | Stadio Atleti Azzurri d'Italia\| Arbitro: \| Pirrone (Messina) \| |
| Arbitro:                            | Pirrone (Messina) |       |        |                                                                   |

| Arbitro: | Fausti (Milano) |

|               |           |                  |
| Comandini 71’ | Marcatori | 92’ (rig.) Gelsi |

| Arbitro: | Paparesta (Bari) |

|                                 |           |           |
| Ghirardello 12’, 81’ Ungari 76’ | Marcatori | 52’ Serra |

| Arbitro: | Sputore (Vasto) |

|  |           |                |
|  | Marcatori | 5’, 24’ Artico |

| Arbitro: | Nucini (Bergamo) |

|                        |           |               |
| Margiotta 21’ Sesa 48’ | Marcatori | 52’ Comandini |

| Arbitro: | Branzoni (Pavia) |

|                           |           |  |
| Comandini 27’ (rig.), 30’ | Marcatori |  |

| Arbitro: | Strazzera (Trapani) |

|              |           |  |
| Gonnella 71’ | Marcatori |  |

| Arbitro: | Preschen (Mestre) |

|               |           |              |
| Teodorani 29’ | Marcatori | 11’ D. Russo |

| Arbitro: | Pin (Conegliano) |

|  |           |              |
|  | Marcatori | 61’ Ferrante |

| Arbitro: | Pirrone (Messina) |

|                |           |               |
| Borgobello 18’ | Marcatori | 20’ Comandini |

| Cesena 10 gennaio 1999 17ª giornata | Cesena              | 0 – 0 | Chievo | Stadio Dino Manuzzi\| Arbitro: \| Strazzera (Trapani) \| |
| Arbitro:                            | Strazzera (Trapani) |       |        |                                                          |

| Arbitro: | Rossi (Ciampino) |

|                                             |           |               |
| I. Bonetti 21’ Nappi 64’, 66’ Francioso 91’ | Marcatori | 81’ Comandini |

| Arbitro: | Rossi (Ciampino) |

|                                       |           |  |
| Comandini 10’, 73’ (rig.) Superbi 89’ | Marcatori |  |

#### Girone di ritorno
| Arbitro: | Sputore (Vasto) |

|                 |           |  |
| Baronchelli 45’ | Marcatori |  |

| Treviso 7 febbraio 1999 21ª giornata | Treviso          | 0 – 0 | Cesena | Stadio Omobono Tenni\| Arbitro: \| Bertini (Arezzo) \| |
| Arbitro:                             | Bertini (Arezzo) |       |        |                                                        |

| Arbitro: | Dagnello (Trieste) |

|                                                    |           |                   |
| Superbi 32’ Salvetti 38’, 79’ (rig.) Comandini 66’ | Marcatori | 21’, 83’ Biliotti |

| Arbitro: | Castellani (Verona) |

|  |           |              |
|  | Marcatori | 33’ Salvetti |

| Arbitro: | Sputore (Vasto) |

|                      |           |  |
| Comandini 19’ (rig.) | Marcatori |  |

| Arbitro: | Rosetti (Torino) |

|                    |           |  |
| Turrini 40’ (rig.) | Marcatori |  |

| Cesena 14 marzo 1999 26ª giornata | Cesena              | 0 – 0 | Atalanta | Stadio Dino Manuzzi\| Arbitro: \| Castellani (Verona) \| |
| Arbitro:                          | Castellani (Verona) |       |          |                                                          |

| Pescara 28 marzo 1999 27ª giornata | Pescara          | 0 – 0 | Cesena | Stadio Adriatico\| Arbitro: \| Pin (Conegliano) \| |
| Arbitro:                           | Pin (Conegliano) |       |        |                                                    |

| Arbitro: | Guiducci (Arezzo) |

|               |           |               |
| Graffiedi 94’ | Marcatori | 70’ Mirabelli |

| Arbitro: | Dagnello (Trieste) |

|                                     |           |               |
| Possanzini 30’ Tomic 90’ Artico 91’ | Marcatori | 43’ Comandini |

| Arbitro: | Rosetti (Torino) |

|                                                |           |              |
| Teodorani 45’ Comandini 47’ (rig.) Superbi 53’ | Marcatori | 38’ Stellone |

| Arbitro: | Strazzera (Trapani) |

|                |           |               |
| D. Morello 20’ | Marcatori | 66’ Graffiedi |

| Arbitro: | Cardella (Torre del Greco) |

|                            |           |  |
| Graffiedi 37’ Salvetti 75’ | Marcatori |  |

| Arbitro: | Bertini (Arezzo) |

|             |           |               |
| Corradi 60’ | Marcatori | 31’ Bonazzoli |

| Arbitro: | Bonfrisco (Monza) |

|                |           |                           |
| Scarchilli 45’ | Marcatori | 6’ Salvetti 22’ Comandini |

| Arbitro: | Branzoni (Pavia) |

|                            |           |                       |
| Salvetti 47’ Tamburini 87’ | Marcatori | 77’ (rig.) Borgobello |

| Verona 30 maggio 1999 36ª giornata | Chievo          | 0 – 0 | Cesena | Stadio Marcantonio Bentegodi\| Arbitro: \| Fausti (Milano) \| |
| Arbitro:                           | Fausti (Milano) |       |        |                                                               |

| Arbitro: | Branzoni (Pavia) |

|                               |           |                          |
| Graffiedi 46’ Monticciolo 55’ | Marcatori | 24’ S. Rossini 56’ Nappi |

| Arbitro: | Farina (Novi Ligure) |

|               |           |             |
| Tatti 4’, 33’ | Marcatori | 63’ Rivalta |

### Coppa Italia
| Arbitro: | Dagnello (Trieste) |

|                                 |           |                        |
| Agostini 67’ (rig.) Masitto 87’ | Marcatori | 81’ Pisano 89’ Allegri |

| Arbitro: | Braschi (Prato) |

|  |           |                              |
|  | Marcatori | 2’ Superbi 22’, 79’ Agostini |

| Arbitro: | Trentalange (Torino) |

|              |           |  |
| Zamorano 27’ | Marcatori |  |

| Cesena 24 settembre 1998 Secondo turno - ritorno | Cesena             | 0 – 0 | Inter | Stadio Dino Manuzzi\| Arbitro: \| Rodomonti (Teramo) \| |
| Arbitro:                                         | Rodomonti (Teramo) |       |       |                                                         |